# Droga wojewódzka 539
Die Droga wojewódzka 539 (DW 539) ist eine 19 Kilometer lange Droga wojewódzka (Woiwodschaftsstraße) in der polnischen Woiwodschaft Masowien und der Woiwodschaft Kujawien-Pommern, die Blinno mit Tłuchowo verbindet. Die Strecke liegt im Powiat Sierpecki und im Powiat Lipnowski.

## Streckenverlauf
Woiwodschaft Masowien, Powiat Sierpecki
-  Blinno (DK 10)
- Józefowo (Ebersbach)

Woiwodschaft Kujawien-Pommern, Powiat Lipnowski
- Koziołek

Woiwodschaft Masowien, Powiat Sierpecki
- Gozdy
- Adamowo
- Ligowo
- Malanówko

Woiwodschaft Kujawien-Pommern, Powiat Lipnowski
- Mysłakówko (Meiselbach)
- Marianki (Lindengart)
-  Tłuchowo (DW 541)